# Santa Cecilia
Santa Cecilia (Roma, ... – Roma, 22 novembre 230) è stata una nobile romana convertita al cristianesimo, vergine martire cristiana.
Il suo culto è molto popolare poiché Cecilia è la patrona della musica sacra. Viene ricordata il 22 novembre da cattolici e ortodossi. Esclusa la Vergine Maria, è una delle sole sette sante ad essere ricordate per nome nel Canone della Messa.
La chiesa più importante a lei consacrata è la basilica di Santa Cecilia a Trastevere, risalente alla prima cristianità, si presume sopra la dimora in cui visse. In suo onore, prese avvio a fine del secolo XIX uno storico movimento di riforma della musica sacra, detto Cecilianismo.

## Biografia
Cecilia, nata da una nobile famiglia a Roma, sposò il nobile Valeriano. Si narra che il giorno delle nozze nella casa di Cecilia risuonassero organi e lieti canti ai quali la vergine, accompagnandosi, cantava nel suo cuore: “conserva o Signore immacolati il mio cuore e il mio corpo, affinché non resti confusa”. Da questo particolare è stato tratto il vanto di protettrice dei musicanti.

Confidato allo sposo il suo voto, egli si convertì al Cristianesimo e nella prima notte di nozze ricevette il battesimo per mano del pontefice Urbano I.

Tornato nella propria casa, Valeriano vide Cecilia prostrata nella preghiera con un giovane: era l'angelo che da sempre vegliava su di lei. Insospettito, chiese una prova dell'effettiva natura angelica di quel giovinetto: questi, allora, fece apparire due corone di fiori e le pose sul capo dei due sposi. Ormai credente convinto, Valeriano pregò che anche il fratello Tiburzio ricevesse la stessa grazia e così fu.
Il giudice Almachio aveva proibito, tra le altre cose, di seppellire i cadaveri dei cristiani, ma i due fratelli convertiti alla fede si dedicavano alla sepoltura di tutti i poveri corpi che incontravano lungo la loro strada.

Vennero così arrestati e dopo aver redento l'ufficiale Massimo che aveva il compito di condurli in carcere, sopportarono atroci torture piuttosto che rinnegare Dio e vennero poi decapitati. Cecilia pregò sulla tomba del marito, del cognato e di Massimo (tutti e tre santi venerati il 14 aprile), anch'egli ucciso perché divenuto cristiano, ma poco dopo venne chiamata davanti al giudice Almachio che ne ordinò la morte per bruciatura, ma si narra che "la Santa invece di morire cantava lodi al Signore". Convertita la pena per asfissia in morte per decapitazione, il carnefice vibrò i tre colpi legali (era il "contratto" dei boia per ogni uccisione) ma Cecilia non morì, restando agonizzante per tre giorni.

Fu papa Urbano I, sua guida spirituale, a renderle la degna sepoltura nelle catacombe di San Callisto.
La Legenda Aurea narra che papa Urbano I, che aveva convertito il marito di lei Valeriano ed era stato testimone del martirio, «seppellì il corpo di Cecilia tra quelli dei vescovi e consacrò la sua casa trasformandola in una chiesa, così come gli aveva chiesto».

## Culto

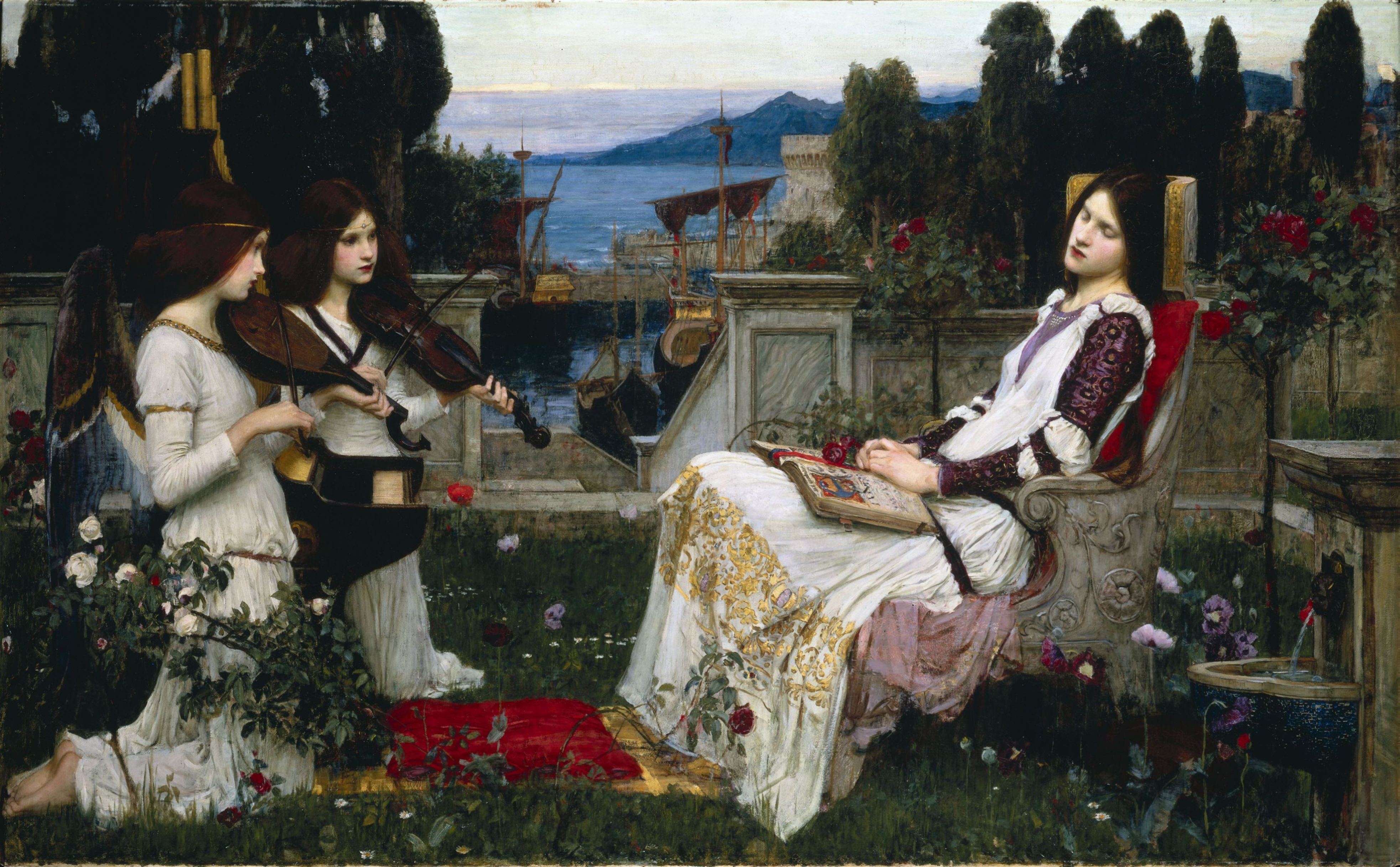
Santa Cecilia (1895) di John William Waterhouse.

Nell'821 le sue spoglie furono traslate da papa Pasquale I nella basilica di Santa Cecilia in Trastevere.
Nel 1599, durante i restauri della basilica, ordinati dal cardinale Paolo Emilio Sfondrati in occasione dell'imminente giubileo del 1600, venne ritrovato un sarcofago con il corpo di Cecilia incorrotto ed emanante profumo di gigli e di rose.

Il cardinale allora commissionò a Stefano Maderno una statua che riproducesse quanto più fedelmente l'aspetto e la posizione del corpo di Cecilia così com'era stato ritrovato (la testa girata per la decapitazione, tre dita della mano destra a indicare la Trinità, un dito della sinistra a indicare Dio); questa è la statua che oggi si trova sotto l'altare centrale della chiesa.

### Patrona della musica

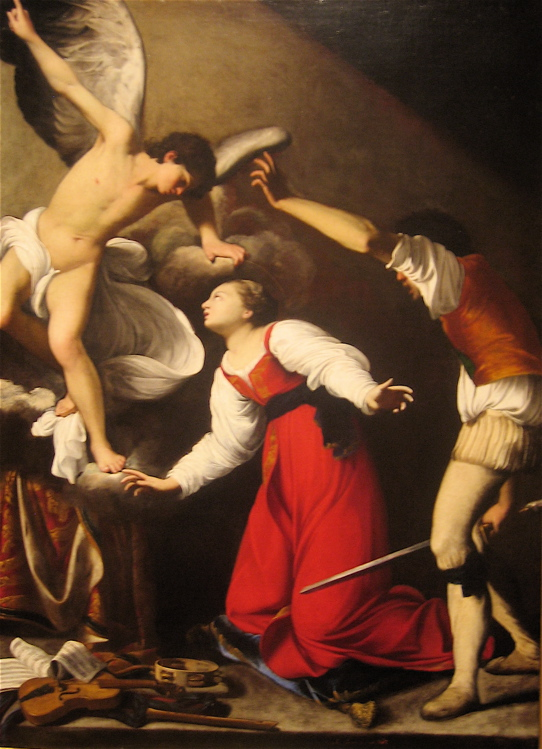
Carlo Saraceni, Martirio di santa Cecilia (1610 circa; Los Angeles County Museum of Art).

È quanto mai incerto il motivo per cui Cecilia sarebbe diventata patrona della musica. In realtà, un esplicito collegamento tra Cecilia e la musica è documentato soltanto a partire dal tardo Medioevo.
La spiegazione più plausibile sembra quella di un'errata interpretazione di un'antifona dell'Ufficio proprio della festa della santa. Il testo di tale canto in latino sarebbe: «Cantantibus organis, Cecilia virgo in corde suo soli Domino decantabat dicens: fiat Domine cor meum et corpus meum inmaculatum ut non confundar» ("Mentre suonavano gli strumenti musicali (?), la vergine Cecilia cantava nel suo cuore soltanto per il Signore, dicendo: Signore, il mio cuore e il mio corpo siano immacolati affinché io non sia confusa"). Per dare un senso al testo, tradizionalmente lo si riferiva al banchetto di nozze di Cecilia: mentre gli strumenti musicali (profani) suonavano, Cecilia cantava a Dio interiormente. Da qui il passo ad un'interpretazione ancora più travisata era facile: Cecilia cantava a Dio... con l'accompagnamento dell'organo. Si cominciò così, a partire dal XV secolo (nell'ambito del Gotico cortese) a raffigurare la santa con un piccolo organo portativo a fianco.
I codici più antichi della Passio, da cui deriva l'antifona, non riporterebbero questa lezione (e neanche quella che inizierebbe con Canentibus, sinonimo di Cantantibus), bensì Candentibus organis, Caecilia virgo.... Gli "organi", quindi, non sarebbero affatto strumenti musicali, ma gli strumenti di tortura, e l'antifona descriverebbe Cecilia che "tra gli strumenti di tortura incandescenti, cantava a Dio nel suo cuore". L'antifona - riprendendo il testo della Passio - non si riferirebbe dunque al banchetto di nozze, bensì al momento del martirio.
Quest’ultima teoria è stata comunque smentita da un documentato articolo di Domenico Morgante.
Dedicato alla santa, nel XIX secolo sorse il cosiddetto movimento Ceciliano, diffuso in Italia, Francia e Germania. Vi aderirono musicisti, liturgisti e altri studiosi, che intendevano restituire dignità alla musica liturgica sottraendola all'influsso del melodramma e della musica popolare. Sotto il nome di santa Cecilia sorsero così scuole, associazioni e periodici.
A santa Cecilia sono dedicate vie a Roma, Messina e Milano.
Ogni 22 novembre in onore di Santa Cecilia a Taranto la banda cittadina suona nel borgo antico e nel borgo nuovo dando via al Natale più lungo d'Europa.

## Nell'arte, nella letteratura e nella musica

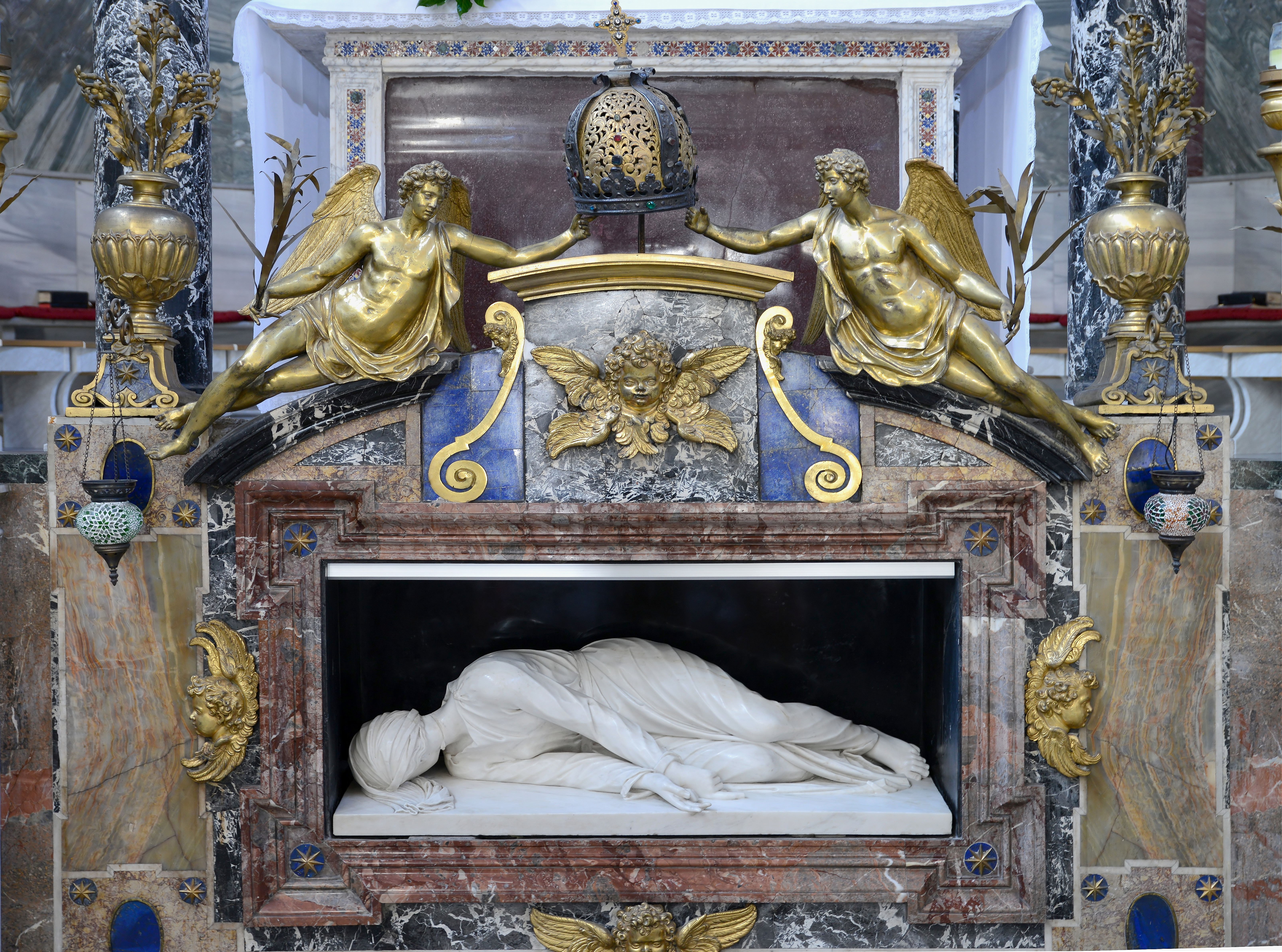
Santa Cecilia (1600) di Stefano Maderno, presso la Basilica di Santa Cecilia in Trastevere, a Roma.

Cecilia, in quanto patrona della musica e musicista lei stessa, ha ispirato più di un capolavoro artistico, tra cui l'Estasi di santa Cecilia di Raffaello, oggi a Bologna (una copia della quale, realizzata da Guido Reni, si trova nella chiesa di San Luigi dei Francesi a Roma). Ricordiamo anche la Santa Cecilia di Rubens (a Berlino), del Domenichino (a Parigi), di Artemisia Gentileschi, di Nicolas Poussin e la versione scultorea di Stefano Maderno.
In altri casi, è stato enfatizzato l'aspetto agiografico di Cecilia quale nobildonna che rinuncia agli agi del suo status sociale in favore dei valori cristiani; è il caso, ad esempio, del dipinto di Paolo Finoglio Battesimo dei Santi Cecilia e Valeriano, nella Chiesa dei Santi Medici di Conversano, nel quale, rispondendo a un preciso programma politico, i santi sono ritratti con le fattezze di Isabella Filomarino e Giangirolamo II Acquaviva d'Aragona.
In letteratura, Cecilia è stata celebrata: specialmente nei Racconti di Canterbury di Geoffrey Chaucer; nel racconto Santa Cecilia o la potenza della musica di Heinrich von Kleist; in un'ode di John Dryden poi messa in musica da Haendel nel 1736, e più tardi da Hubert Parry (1889). Altre opere musicali dedicate a Cecilia includono: l'Inno a santa Cecilia di Benjamin Britten; un Inno per santa Cecilia di Herbert Howells; la nota Missa Sanctae Ceciliae di Joseph Haydn; una messa e un oratorio di Alessandro Scarlatti; la Messe Solennelle de Sainte Cécile di Charles Gounod; Hail, bright Cecilia! di Henry Purcell; l'azione sacra in tre episodi e quattro quadri di Licinio Refice (su libretto di Emidio Mucci), Cecilia (1934); Cantata a Santa Cecilia (1998) di Frederik Magle; e Cecilia, vergine romana cantata di Arvo Pärt.
Il cantautore romano Antonello Venditti dedica alla santa la canzone Cecilia nel suo album Unica (2011). Nel 2015 il gruppo musicale americano Foo Fighters ha usato il nome della santa per il suo EP Saint Cecilia. Santa Cecilia è persino protagonista di un manga e di un anime giapponesi, Shiro Seijo to Kuro Bokushi (nella versione occidentale "Santa Cecilia e il pastore Lawrence"), dove peraltro si confonde la religione cattolica con quella protestante, nella quale la santa non è venerata.
A Roma in via della Conciliazione sorse l'Auditorium Santa Cecilia, poi traferitosi presso il nuovo complesso chiamato: Parco della Musica.